# Benedictus Nicolai Cornukindius
Benedictus Nicolai Cornukindius, född 1555 i Horns socken, död 1610 i Odensvi socken, han var en svensk kyrkoherde i Odensvi församling.

## Biografi
Benedictus Nicolai Cornukindius föddes 1555 på Bränntorp i Horns socken. Han var son till bonden Nils Bengtsson och Karin. Cornukindius blev 1567 student vid Uppsala universitet, Uppsala och prästvigdes 1577. Han blev 1580 komminister i Sankt Olofs församling, Norrköping och 1586 kyrkoherde i Odensvi församling, Odensvi pastorat. År 1593 skrev han under Uppsala mötes beslut. Cornukindius avled 1610 i Odensvi socken.

### Familj
Cornukindius gifte sig på 1580-talet med Margaretha Larsdotter (död 1652). Hon var dotter till kyrkoherden Laurentius Matthiæ i Kvillinge socken. De fick tillsammans barnen Zacharias Retzius, Johan Phoenix, Magnus Phoenix, Nicolaus Benedicti Retzius (1594–1653), Mattias Retzius, Josef Retzius, Erik Retzius, Gertrud och Valborg. Barnen tog efternamnet Retzius efter sjön Retzen vid Odensvi prästgård. Efter Cornukindius död gifte Margaretha Larsdotter om sig med kyrkoherden Nicolaus Erici Seladius i Odensvi socken.